# Reuteria dobsoni
Reuteria dobsoni är en insektsart som beskrevs av Henry 1976. Reuteria dobsoni ingår i släktet Reuteria och familjen ängsskinnbaggar. Inga underarter finns listade i Catalogue of Life.